# Louise Lovely
Louise Lovely, all'anagrafe Louise Nellie Alberti (Sydney, 28 febbraio 1895 – Hobart, 18 marzo 1980), è stata un'attrice australiana con il nome di Louise Carbasse. Fu la prima australiana ad aver successo a Hollywood dove girò diversi film.

## Biografia
Nata nel Nuovo Galles del Sud a Paddington (Sydney), era figlia di Ferruccio Carlo Alberti, un musicista italiano, e della svizzera Elise Louise Jeanne de Gruningen Lehmann. La piccola Louise, che parlava perfettamente il francese, esordì in teatro a nove anni. I suoi primi passi nella carriera teatrale li fece in compagnie dilettantesche, fino a quando si unì a Nellie Stewart, in un tour in Nuova Zelanda.
Dal 1911, cominciò a lavorare nel cinema con il nome di Louise Carbasse nei film diretti da Gaston Mervale per l'Australian Life Biograph Company. La compagnia fallì nel maggio del 1912 e le sue attività vennero rilevate dall'australiana Universal Films. Louise girò per la casa di produzione The Wreck of the Dunbar or The Yeoman's Wedding. Lasciò poi l'Australia insieme al marito, lo scrittore e attore William Harrie (Wilton) Welch, che aveva sposato il 20 febbraio 1912 a Sydney.

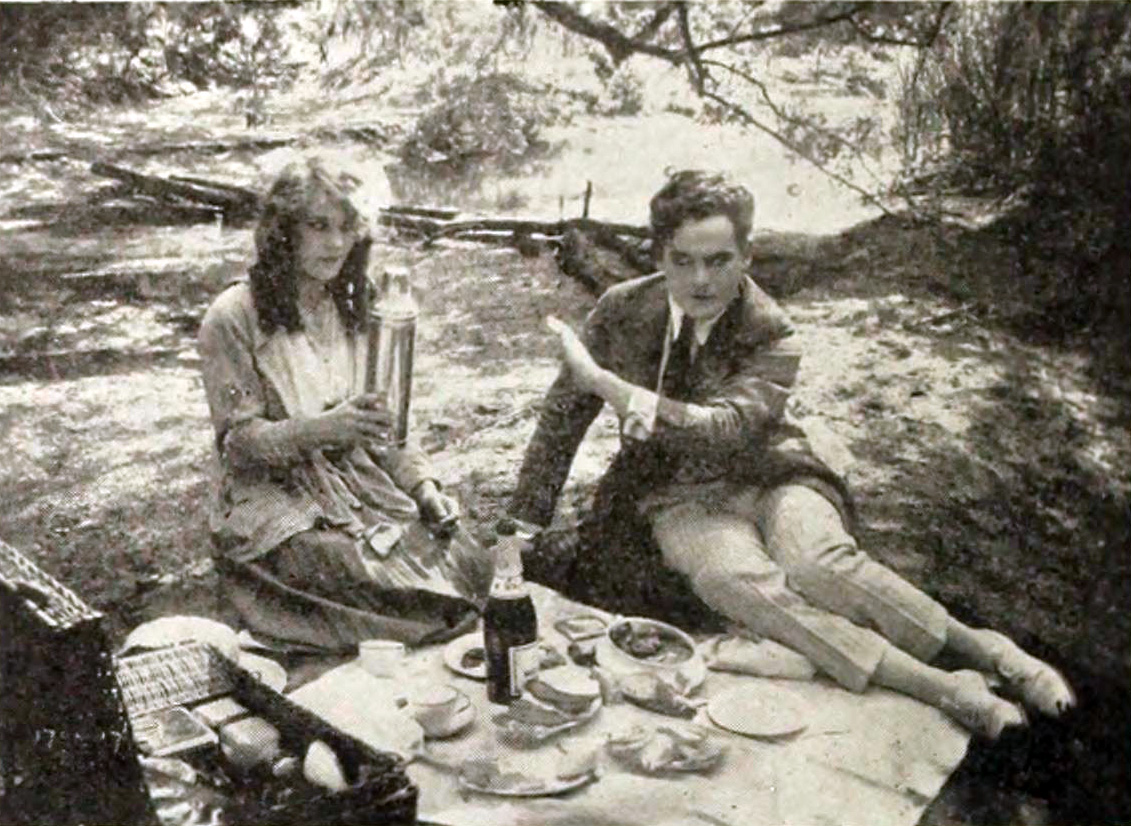
Bobbie of the Ballet (1916)

Arrivata a Hollywood nel 1914, Louise si fece notare da Carl Laemmle che, dopo un provino, le fece firmate un contratto con l'Universal Pictures, cambiandole il nome in quello di Louise Lovely e facendola recitare spesso accanto a Lon Chaney. Il suo aspetto da francese, graziosa, piccolina e con un'aureola di capelli biondi, le procurò una buona accoglienza presso il pubblico. Ma l'Universal, nonostante il successo, si rifiutò di aumentarle lo stipendio e le impedì di accettare una proposta della Pathé Frères che le chiedeva di andare a lavorare in Francia. Pur se l'attrice riuscì a girare un paio di film con delle case indipendenti, il suo nome venne inserito per almeno un anno nella lista nera dello studio.
L'ostracismo dell'Universal ebbe termine quando l'attrice poté andare a lavorare per la Fox Film Corporation come partner in alcuni western di William Farnum. Restò alla Fox negli anni che vanno dal 1918 al 1922 per poi tornare a esibirsi nel vaudeville.

### Ritorno in Australia
Nel 1924, l'attrice tornò in patria insieme al marito girando per l'Australia con la sua compagnia teatrale. A Hobart, venne avvicinata da Marie Bjelke-Petersen che le chiese di adattare per lo schermo un suo libro. Il film che ne fu tratto ebbe un buon successo ma nel 1927, la commissione reale per l'industria cinematografica stabilì che il film non sarebbe mai potuto rientrare delle ottomila sterline spese per la sua produzione. Louise Lovely sottolineò, nella sua testimonianza presso la commissione, dell'importanza che avrebbe potuto avere la creazione di uno studio produttivo attrezzato per le riprese, studio in grado di competere con i film provenienti dall'estero. Ma la cosa finì nel niente e l'attrice si ritirò disillusa dalle scene.
Louise e il marito divorziarono nel novembre 1928. A Melbourne, dopo qualche giorno, Louise convolò a nuove nozze con Andrew Bertie Cowen, un manager teatrale. Nel 1949, la coppia si trasferì stabilmente in Tasmania, a Hobarth, dove Cowen venne nominato manager del Prince of Wales Theatre. 
Louise Lovely morì il 17 marzo 1980 a Taroona dove fu cremata.

## Filmografia
Filmografia completa

### Attrice
- One Hundred Years Ago, regia di Gaston Mervale - cortometraggio (con il nome Louise Carbasse) (1911)
- A Ticket in Tatts, regia di Gaston Mervale - cortometraggio (con il nome Louise Carbasse) (1911)
- The Colleen Bawn, regia di Gaston Mervale - cortometraggio (con il nome Louise Carbasse)  (1911)
- A Tale of the Australian Bush, regia di Gaston Mervale - cortometraggio (con il nome Louise Carbasse) (1911)
- Hands Across the Sea, regia di Gaston Mervale - cortometraggio (con il nome Louise Carbasse) (1912)
- A Daughter of Australia, regia di Gaston Mervale - cortometraggio (con il nome Louise Carbasse) (1912)
- Conn, the Shaughraun, regia di Gaston Mervale (con il nome Louise Carbasse) (1912)
- The Wreck of the Dunbar or The Yeoman's Wedding, regia di Gaston Mervale - cortometraggio (con il nome Louise Carbasse) (1912)
- The Ticket of Leave Man, regia di Gaston Mervale - (con il nome Louise Carbasse) (1912)
- Father and the Boys, regia di Joseph De Grasse (1915)
- Stronger Than Death, regia di Joseph De Grasse - (con il nome Louise Carbasse) (1915)
- Dolly's Scoop, regia di Joseph De Grasse - (con il nome Louise Welch) (1916)
- The Grip of Jealousy, regia di Joseph De Grasse (1916)
- Tangled Hearts, regia di Joseph De Grasse (1916)
- The Gilded Spider, regia di Joseph De Grasse (1916)
- Bobbie of the Ballet, regia di Joseph De Grasse (1916)
- The Grasp of Greed, regia di Joseph De Grasse (1916)
- Bettina Loved a Soldier, regia di Rupert Julian (1916)
- The Social Buccaneer, regia di Jack Conway (1916)
- The Measure of a Man, regia di Jack Conway (1916)
- Stronger Than Steel, regia di Allen Holubar (1916)
- Blood Money, regia di Fred Kelsey  (1917)
- The Fugitive, regia di Fred Kelsey  (1917)
- The Diamonds of Destiny, regia di Maxwell Ryder (1917)
- The Outlaw and the Lady, regia di Fred Kelsey (1917)
- The Fourth Witness, regia di John McDermott (1917)
- The Gift Girl, regia di Rupert Julian (1917)
- The Grip of Love, regia di Allen Holubar (1917)
- Her Great Dilemma, regia di Anthony Coldeway e Donald MacDonald (1917)
- The Field of Honor, regia di Allen J. Holubar (Allen Holubar) (1917)
- Her Strange Experience, regia di Maxwell Ryder (1917)
- The Reed Case, regia di Allen Holubar (1917)
- Sirens of the Sea, regia di Allen Holubar (1917)
- The Wolf and His Mate, regia di Edward LeSaint (1918)
- Painted Lips, regia di Edward J. Le Saint (1918)
- Nobody's Wife, regia di Edward LeSaint (1918)
- The Girl Who Wouldn't Quit, regia di Edgar Jones (1918)
- A Rich Man's Darling, regia di Edgar Jones (1918)
- Life's a Funny Proposition, regia di Thomas N. Heffron (1919)
- Johnny-on-the-Spot, regia di Harry L. Franklin (1919)
- The Man Hunter, regia di Frank Lloyd (1919)
- The Usurper, regia di James Young (1919)
- The Lone Star Ranger, regia di J. Gordon Edwards (1919)
- Wolves of the Night, regia di J. Gordon Edwards (1919)
- L'ultimo eroe (The Last of the Duanes), regia di J. Gordon Edwards (1919)
- Wings of the Morning, regia di J. Gordon Edwards (1919)
- The Butterfly Man, regia di Louis J. Gasnier e Ida May Park (1920)
- The Third Woman, regia di Charles Swickard (1920)
- The Orphan, regia di J. Gordon Edwards (1920)
- The Twins of Suffering Creek, regia di Scott R. Dunlap, William A. Wellman (non accreditato) (1920)
- The Joyous Troublemaker, regia di J. Gordon Edwards (1920)
- The Skywayman, regia di James P. Hogan (1920)
- The Little Grey Mouse, regia di James P. Hogan (1920)
- Partners of Fate, regia di Bernard J. Durning (1921)
- While the Devil Laughs, regia di George W. Hill (1921)
- Il vecchio nido (The Old Nest), regia di Reginald Barker (1921)
- The Heart of the North, regia di Harry Revier (1921)
- The Poverty of Riches, regia di Reginald Barker (1921)
- Life's Greatest Question, regia di Harry Revier (1921)
- Shattered Idols, regia di Edward Sloman (1922)
- Jewelled Nights, regia di Louise Lovely, Wilton Welch (1925)

### Produttrice
- Painted Lips, regia di Edward LeSaint (1918)
- Nobody's Wife, regia di Edward LeSaint (1918)
- The Girl Who Wouldn't Quit, regia di Edgar Jones (1918)
- Jewelled Nights, regia di Louise Lovely e Wilton Welch (1925)

### Regista
- Jewelled Nights, co-regia di Wilton Welch (1925)

### Sceneggiatrice e Montatrice
- Jewelled Nights, regia di Louise Lovely e Wilton Welch (1925)

### Filmato d'archivio
- Don't Call Me Girlie, regia di Andree Wright e Stewart Young - sé stessa (1985)